# یواس‌اس آنتریم (اف‌اف‌جی-۲۰)
یواس‌اس آنتریم (اف‌اف‌جی-۲۰) (به انگلیسی: USS Antrim (FFG-20)) یک کشتی است که طول آن ۴۵۳ فوت (۱۳۸ متر), در کل می‌باشد. این کشتی در سال ۱۹۷۹ ساخته شد.